# Finlande aux Jeux olympiques d'hiver de 1960
Cet article contient des informations sur la participation et les résultats de la Finlande aux Jeux olympiques d'hiver de 1960 à Squaw Valley aux États-Unis. La Finlande était représentée par 48 athlètes. 
La délégation finlandaise a récolté en tout 8 médailles : 2 d'or, 3 d'argent et 3 de bronze. Elle a terminé au 6e rang du classement des médailles.

## Médailles
| Médaille                            | Nom                                                          | Sport               | Compétition                     |
| ----------------------------------- | ------------------------------------------------------------ | ------------------- | ------------------------------- |
| Médaille d'or, Jeux olympiques      | Toimi Alatalo Veikko Hakulinen Väinö Huhtala Eero Mäntyranta | Ski de fond         | Relais 4 × 10 kilomètres hommes |
| Médaille d'or, Jeux olympiques      | Kalevi Hämäläinen                                            | Ski de fond         | 50 kilomètres hommes            |
| Médaille d'argent, Jeux olympiques  | Antti Tyrväinen                                              | Biathlon            | Hommes                          |
| Médaille d'argent, Jeux olympiques  | Niilo Halonen                                                | Saut à ski          | Hommes                          |
| Médaille d'argent, Jeux olympiques  | Veikko Hakulinen                                             | Ski de fond         | 50 kilomètres hommes            |
| Médaille de bronze, Jeux olympiques | Eevi Huttunen                                                | Patinage de vitesse | 3 000 mètres femmes             |
| Médaille de bronze, Jeux olympiques | Veikko Hakulinen                                             | Ski de fond         | 15 kilomètres hommes            |
| Médaille de bronze, Jeux olympiques | Toini Mikkola-Pöysti Siiri Rantanen Eeva Ruoppa              | Ski de fond         | Relais 3x5 kilomètres femmes    |